# Thailandsdrömmar
Thailandsdrömmar är en svensk dokumentärfilm producerad av det svenska filmbolaget Reality Film och regisserad av Renzo Aneröd och Hanna Aneröd. Dramaturg är Stefan Jarl.

## Handling
Thailandsdrömmar handlar om svenska män som åker till Thailand för att träffa thailändska kvinnor och filmen undersöker gränsen mellan kärlek och utnyttjande. 
Thailandsdrömmar hade svensk biopremiär 13 oktober 2016 på Bio Roy i Göteborg. Thailandsdrömmar ingår i Renzo Aneröds och Hanna Aneröds dokumentärserie Searching for happiness. Thailandsdrömmar är den första filmen i serien. Den andra filmen är Too big for the world som hade premiär 2016-2017. 